# Etheostoma wapiti
Etheostoma wapiti е вид лъчеперка от семейство Percidae. Видът е световно застрашен, със статут Уязвим.

## Разпространение
Разпространен е в САЩ.